# Win Remmerswaal
Wilhelmus Abraham (Win) Remmerswaal (Den Haag, 8 maart 1954 – aldaar, 24 juli 2022) was een Nederlands honkballer. Remmerswaal was een getalenteerd pitcher met een breed arsenaal aan worpen.
Hij speelde in Nederland in de hoofdklasse, voor het Nederlands team en daarna in Amerika waar hij uiteindelijk twee seizoenen uitkwam voor de hoofdmacht van de Boston Red Sox in de Major League. Hij was de eerste in Nederland opgeleide honkballer die in de Major League speelde. Hierna speelde hij nog een aantal jaren in de Italiaanse hoofdklasse. In totaal speelde hij zeventien jaar op het hoogste niveau in Europa en Amerika waarbij hij de landstitels met zijn clubs won in zowel Nederland, Puerto Rico als Italië.
Remmerswaal stond bekend als een excentrieke honkballer. Tijdens zijn sportloopbaan raakte hij verslaafd aan alcohol. Na een hieraan gerelateerde beroerte in 1997 leefde hij gekluisterd aan een rolstoel in een verzorgingshuis in Nederland.

## Begin loopbaan

### Jeugd en familie

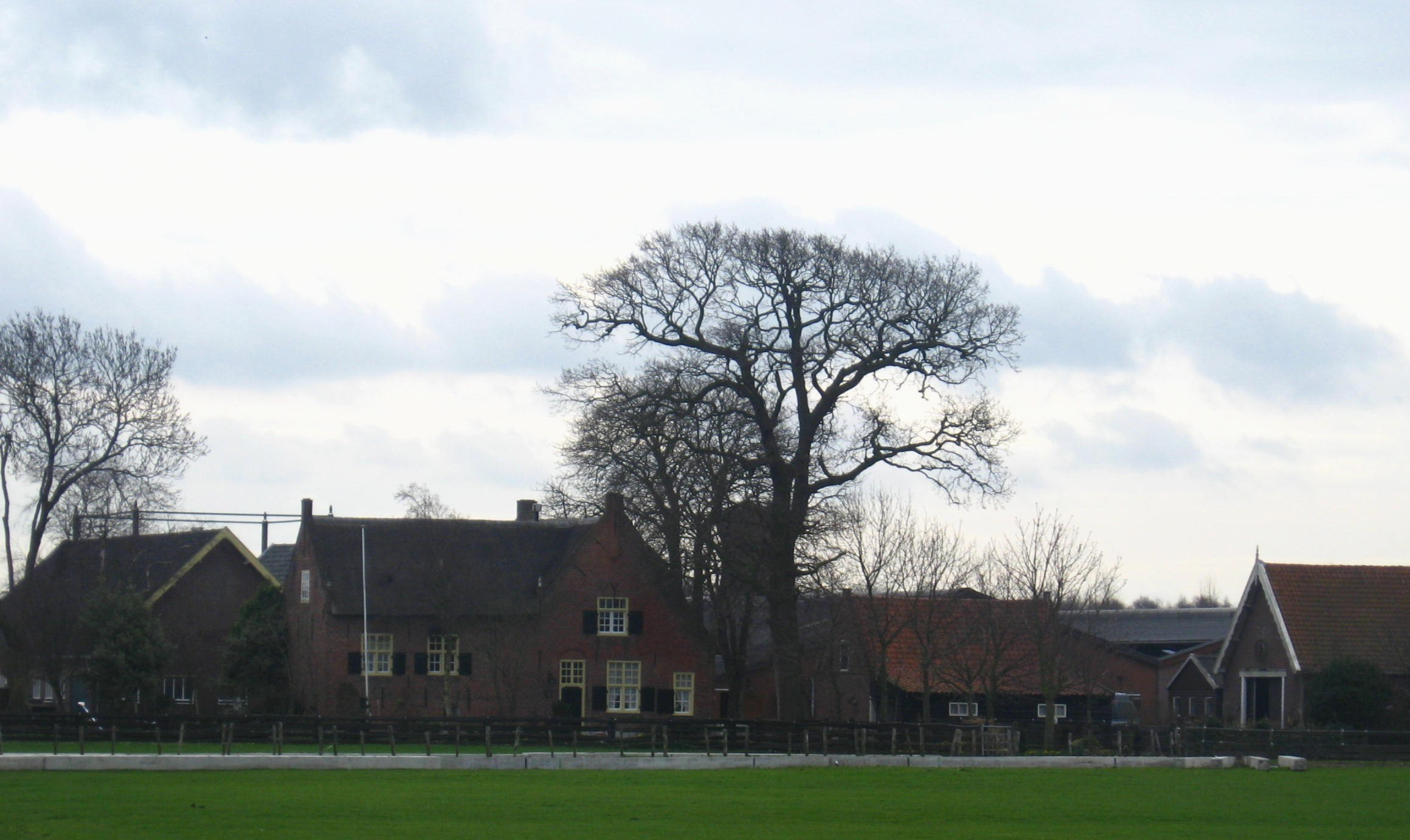
Rijksstraatweg, Wassenaar

Remmerswaal groeide op aan de Rijksstraatweg in Wassenaar en ging na de middelbare school luchtvaarttechniek studeren aan de Technische Hogeschool in Delft. Hij kwam uit een sportieve familie. Zijn vader, Jaap Remmerswaal, die werkte als redacteur bij een uitgever, was in zijn jonge jaren een verdienstelijk voetballer. Voor de Tweede Wereldoorlog kwam hij uit voor het eerste elftal van zijn vereniging VUC in Den Haag, in de hoofdklasse van de amateurs. Alle vier zijn zonen, Hans, Harry, Win en Jerry erfden de sportieve aanleg. De oudste, Harry, speelde voetbal in de hoofdklasse van de amateurs bij Spijkenisse. Hans speelde tweede honkman in de hoofdklasse bij ADO. Alle vier de broers waren begonnen met honkbal bij de SV Wassenaar, waarvan de velden achter de achtertuin van het ouderlijk huis waren gelegen, en speelden later ook bij de Storks in Den Haag. Win speelde daar als pitcher. Vader Jaap zorgde ervoor dat alle zoons mee konden doen aan de competities en miste geen wedstrijd. Met Win reed hij naar alle wedstrijden, zowel Wins clubwedstrijden als zijn wedstrijden voor de nationale jeugdselecties. Win was een onbezorgd opgroeiende teenager maar hield op vrij jonge leeftijd reeds van doorzakken met vrienden. Zijn ouders, die zelf nauwelijks dronken, waren hier niet van op de hoogte. Vader Jaap ontdekte, toen hij zijn zoon op een ochtend naar een trainingsdag van de nationale jeugdselectie in Santpoort reed, dat zijn zoon dronken was. Hij parkeerde de auto en liet Win voordat hij hem durfde af te zetten eerst een paar uur zijn roes uitslapen. Het incident herhaalde zich een aantal keren en vader concludeerde achteraf dat zijn zoon "een aangeboren probleem had" - een neiging tot verslaving, omdat hij het vanuit de thuissituatie totaal niet had meegekregen.

### Nederlandse hoofdklasse
Bij de Storks speelde Remmerswaal in de hoofdklasse. Zijn broer ging naar ADO, hij verkoos bij de Storks te blijven. Zijn teamgenoot daar, Will Koot, memoreerde in een interview dat het een luxe was om hem als werper te hebben. "Als hij gooide hadden we de nul al in onze zak zitten." Een van zijn meest memorabele wedstrijden als hoofdklassepitcher was het pitchersduel om de Nederlandse beker in 1973 tegen HCAW uit Bussum. Zijn tegenstrever was de Bussummer Ade Fijth. Heel lang kwam er door sterk pitchen aan beide kanten niemand over de thuisplaat. De wedstrijd moest na de reguliere 9 innings telkenmale verlengd worden en duurde uiteindelijk 15 innings lang. Pas in de allerlaatste slagbeurt van HCAW wist deze club een punt binnen te halen en de titel te winnen. In 1973 gooide hij tevens met de Storks een "perfect game" eveneens tegen HCAW. Remmerswaal was met een aantal teamgenoten zeer gedreven. Aan de reguliere trainingen hadden zij niet genoeg. Met zijn teamgenoten Hudson John, Frank de Groot en Simon Arindell werd er elke week op woensdagmiddag nog extra getraind op het - achter zijn ouderlijk huis gelegen - veld van zijn oude club in Wassenaar. De spelers hadden een voor die tijd ongewoon grote ambitie om de top te bereiken en maakten samen veel meer trainingsuren dan toentertijd gebruikelijk was.

### Nederlands team
Op zijn zeventiende werd Remmerswaal opgenomen in de nationale selectie, waarna hij op zijn achttiende debuteerde in het Nederlands honkbalteam. Als pitcher was hij in de beginjaren soms wat impulsief, waardoor de controle over zijn worpen weleens te wensen overliet. Medespeler Rob van Rest, die met hem bij de Storks speelde, herinnerde zich dat hij daarom met viltstift in zijn handschoen de tekst schreef "Denk na voordat je gooit". Zijn eerste interlands speelde hij tijdens de Haarlemse Honkbalweek van 1972 onder de Amerikaanse bondscoach Jim Stoeckel. Hier kreeg hij te maken met de voor het eerst uitgenodigde Cubanen, die toentertijd zevenvoudig wereldkampioen waren en die slagmannen meenamen die zelfs op zijn harde fastball konden slaan. Voor Remmerswaal was dit een enorme kans om meer ervaring op te doen en die greep hij met beide handen aan. Een jaar later, in 1973, speelde hij gedurende het Europese honkbalkampioenschap in Nederland een cruciale rol in het verslaan van de aartsrivaal Italië. In de voorronde speelden de teams tegen elkaar en stond Italië in de derde inning op 6-4-voorsprong. Na een pitcherswissel kwam Remmerswaal op de heuvel en gooide 6 2/3 innings waarin hij geen loper thuis liet komen en slechts twee slagen en tweemaal vier wijd moest toestaan. Het lukte hem tevens om negen slagmannen met drie slag uit te gooien. Nederland won deze wedstrijd uiteindelijk met 7-6. In de finale stonden de teams opnieuw tegenover elkaar en na de winst werd Remmerswaal uitgeroepen tot de beste werper van het toernooi. Remmerswaal nam, vlak voordat hij Nederland zou verlaten, in 1974 nog deel aan de Haarlemse Honkbalweek.. Dat toernooi eindigde voor hem in mineur. Op de slotdag van het toernooi stond het Nederlands team tegenover de Amerikaanse Arizona Wildcats. Remmerswaal, die inkwam als relieving pitcher in de achtste inning, stond meteen met de honken vol tegenover slagman Bob Starke. Die sloeg een grand slam homerun en de wedstrijd ging met 8-4 verloren.

## Amerika

### Contract
In 1974 besloot Remmerswaal zijn geluk in Amerika te beproeven als honkballer. Hij stopte zijn studie luchtvaarttechniek aan de Technische Universiteit in Delft en ging proberen zijn droom om de top te bereiken in de Amerikaanse honkbalcompetitie te verwezenlijken. De Nederlandse bondscoach, Cees Herkemij, had Amerikaanse talentenscouts op hem geattendeerd. Aanvankelijk werd hem een try-out bij de Kansas City Royals aangeboden die goed verliep, maar toen kaapte Dick O'Connell, de manager van de Boston Red Sox, hem weg. O'Connell, de persoon die de Red Sox diverser wilde maken en bewust Afro-Amerikaanse spelers alsook buitenlandse spelers wilde gaan aantrekken, had hem al zien spelen toen hij in Nederland rondreisde. Remmerswaal tekende op 22 november 1974 een contract om bij deze organisatie te gaan spelen. Remmerswaal werd zo de "trailblazer" voor Nederland: de eerste in Nederland compleet opgeleide honkballer die een kans kreeg in het mekka van de honkbalsport, Amerika.

### Minor league

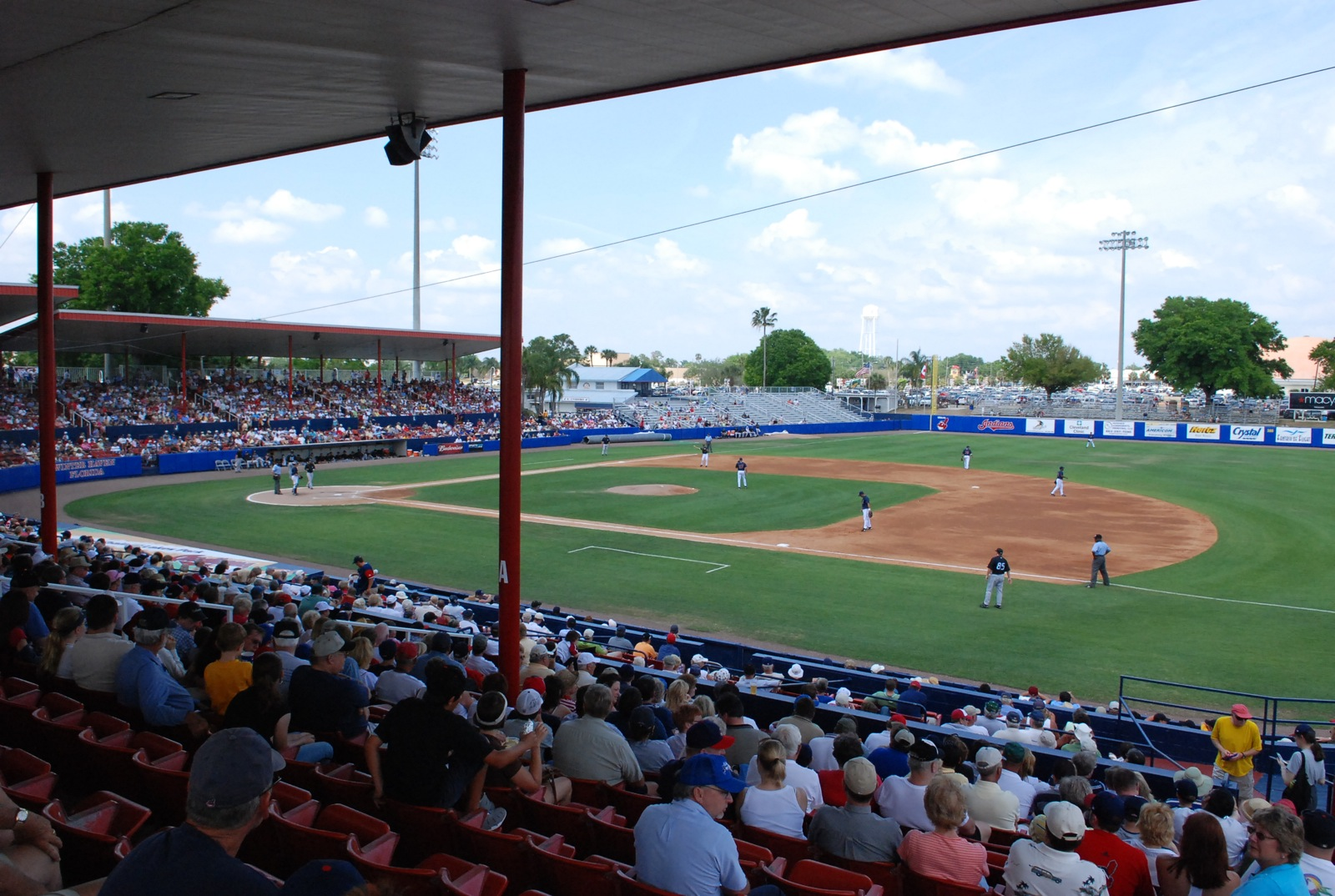
Stadion Double A club Winter Haven Red Sox

De eerste drie jaren kwam Remmerswaal uit in het Farm systeem en werkte zichzelf door hard werken en veel trainen op van A-niveau naar AAA-niveauclubs. Hij werd opgenomen in de roosters van werpers bij de lagere divisieteams van de Red Sox en verbeterde geleidelijk zijn niveau als reliefpitcher. Hij stond niet bekend om het hoge percentage uitgegooide slagmannen hoewel hij er eenmaal 15 uit kreeg met drie slag bij zijn eerste club Winter Haven Red Sox op A-niveau in 1975 in Florida. Die wedstrijd ging wel verloren doordat er drie slagmannen van de tegenpartij door veldfouten binnenkwamen. Wat zich in die jaren verder stabiliseerde was de controle over zijn worpen. Hij had een snelle fastball en als afwisseling een even goede slider als breaking ball en wist de hoeken van de slagzone nu goed te vinden. In 1977 kwam hij uit voor de AA-club Bristol Red Sox in Connecticut. Hier werd hij 23 wedstrijden opgesteld als startend werper en won met zijn team dat jaar de DoubleA Eastern League met vier shutouts. Het leven in Amerika als honkballer viel Remmerswaal niet licht. Hij miste Europa met zijn veel diversere maatschappij en vond veel van de mensen waarmee hij omging oppervlakkig. Op 10 november 1978 verscheen er een interview met hem in het weekblad Nieuwe Revu waarin hij vertelde dat hij het moeilijk vond zich staande te houden. De stress van het telkenmale moeten presteren en competitie met medewerpers voeren, was groot. Daar kwam dan nog bij dat het toentertijd gebruikelijk was dat spelers zich in hun vrije tijd gingen afreageren met alcoholmisbruik en heftige feesten in hotelkamers. De ongeregelde levensstijl, door het vele reizen, viel hem zwaar. Ook worstelde hij met de gewoonte die hij overnam van collega's om de stress te bestrijden met stimulerende en kalmerende middelen voor en na de wedstrijd. Het interview resulteerde indertijd tot geschokte reacties in de sportpers, omdat het de eerste keer was dat men een kijkje in de keuken kreeg van het professionele Amerikaanse honkbal met zijn in die periode vrij vaak voorkomende excessen.

### Spring training en wintercompetitie
In 1978 deed Remmerswaal mee aan de Spring Training, de vriendschappelijke selectiewedstrijden voor een plaats in de Major League-teams, en maakte indruk op de manager Don Zimmer. Hij en zijn collega Joel Finch werden beoordeeld voor een plek in het Major League-team dat jaar. Zimmer, die beiden voor de eerste keer zag spelen, vond ze zeer gelijkwaardig. Zowel Finch als Remmerswaal wierpen hard en gefocust. Beiden haalden het aanvankelijk niet dat seizoen, maar werden wel gepromoveerd van de double A club naar de triple A club, de Pawtucket Red Sox. Halverwege het seizoen werd Finch wel opgeroepen voor de hoofdmacht maar Remmerswaal niet. De coach van het team, Joe Morgan, verklaarde achteraf dat hij, als hij daarbij geraadpleegd was, liever Remmerswaal dan Finch had doorgestuurd. Remmerswaal had dat seizoen namelijk een imposante progressie doorgemaakt en gooide 9 strike outs met maar 19 honkslagen tegen in 41 innings. Tevens gooide hij als closing pitcher vier wedstrijden winnend uit. Finch beoordeelde zijn werpen en controle toentertijd als exceptioneel. Aan het einde van zijn eerste volledige jaar bij Pawtucket hield Remmerswaal zijn goede vorm niet helemaal vol. Hij eindigde het seizoen met een gemiddelde van 5,6 maal vier wijd per negen innings en zijn werpersstatistiek, het earned run average (ERA) steeg naar 4.49.

### Puerto Rico
Die winter besloot hij zich verder te ontwikkelen in Puerto Rico. Hij voegde zich daar bij de Ponce Leones, een aan de Major League-organisatie geaffilieerde club uit de hoogste divisie van het Puerto Ricaanse honkbal in de wintercompetitie. Hij begon sterk met vier gewonnen wedstrijden tegen een verloren, maar hield het hoge niveau niet vol en eindigde met 5 tegen 5. Halverwege het jaar liep hij een armblessure op waarvan hij aanvankelijk herstelde maar de pees in zijn schouder zou later weer gaan ontsteken.. Remmerswaal kwam in een hectische omgeving terecht met verhitte fans, corruptie, managers en coaches die niet altijd selecteerden op kwaliteit maar zich lieten omkopen door rijke lieden die hun zoon of familielid wilden laten spelen. Hij hield zich zo goed en kwaad als het ging staande door zich verre van het gedoe te houden. Hij wist dat ze hem toch wel opstelden om een wedstrijd goed te beëindigen als aangetrokken werper van de Red Sox. Met zijn team behaalde hij dat seizoen wel de landstitel van Puerto Rico. Journalist Maria Elena Salins schreef later een historisch overzicht over de club waarin zij de vloek van de Leones uitlegt: spelers die daar gespeeld hebben maakten vaak in hun honkballoopbaan en verdere leven later tragische zaken mee. Zij noemt Remmerswaal als een van de "groten" die bij de club speelden waarmee het later niet goed was afgelopen.

### Beste seizoen in Triple A

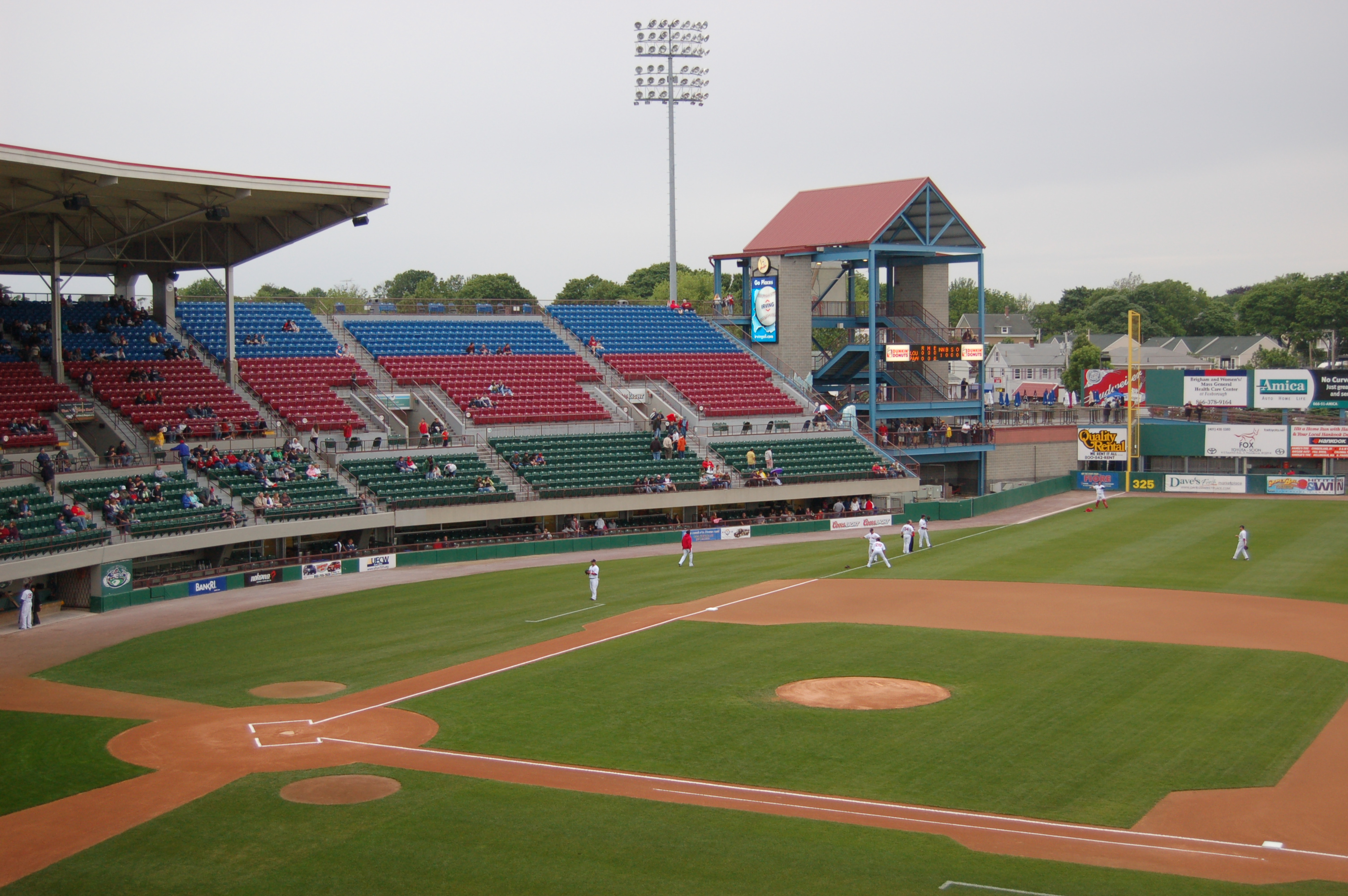
Stadion van de triple A club Pawtucket Red Sox

In 1979 kon hij weer bij Pawtucket aan de slag en dat seizoen was zijn beste. Hij werd dat jaar gecoacht als pitcher door Johnny Podres die jarenlang voor de Brooklyn Dodgers was uitgekomen en daarna was gaan werken als pitchingcoach voor de Boston Red Sox-organisatie. Podres hielp hem zeer met focussen en wedstrijdritme behouden en in dat jaar eindigde hij met een zeer lage ERA van 2.05 en zeven geredde wedstrijden van de 39 waarin hij uitkwam. Hij gooide in totaal 93 slagmannen uit in 92 innings.
Een van zijn collega's van 1977 tot 1980 was de linkshandige werper John Tudor die tussen 1985 en 1987 furore zou maken bij de St. Louis Cardinals. Deze had zelf een bijna chirurgische perfectie van technisch pitchen ontwikkeld en bekeek de stijl van zijn collega, die vanuit een pure natuurlijke aanleg gooide, met verwondering. Hij vond dat Remmerswaal een soort "rubberen arm" leek te hebben waardoor hij meer gooide dan wierp en hierdoor elke dag wel een wedstrijd kon spelen. Terwijl Tudor er hard voor moest werken en hiermee uiteindelijk de top bereikte, zag hij met verbazing aan dat zijn collega zijn natuurlijke talent langzaam aan het vergooien was door op het moment dat hij de top bereikte niet langer door te werken aan het stabiliseren en verder komen, maar gemakzuchtig te worden en enkel te vertrouwen op zijn talent.
De voorzitter van de Pawtucket Red Sox, Mike Tamburro, herinnerde zich dat Remmerswaal – die door zijn teamgenoten "Poundcake" werd genoemd – ooit bevraagd werd door de omroeper van het stadion wat zijn grootste droom was. Hij antwoordde dat hij graag Fenway Park wilde halen in de Major League. Op de vraag wat hij zich daar dan bij voorstelde was het antwoord dat hij zich voorstelde dat het de zevende wedstrijd van de World Series zou zijn en hij de pitcher was die de wedstrijd moest uitgooien. Hij zou dan aangerend komen uit de bullpen en zou 35.000 fans in koor horen roepen "Poundcake Poundcake" en de wedstrijd was gewonnen.

### Major League

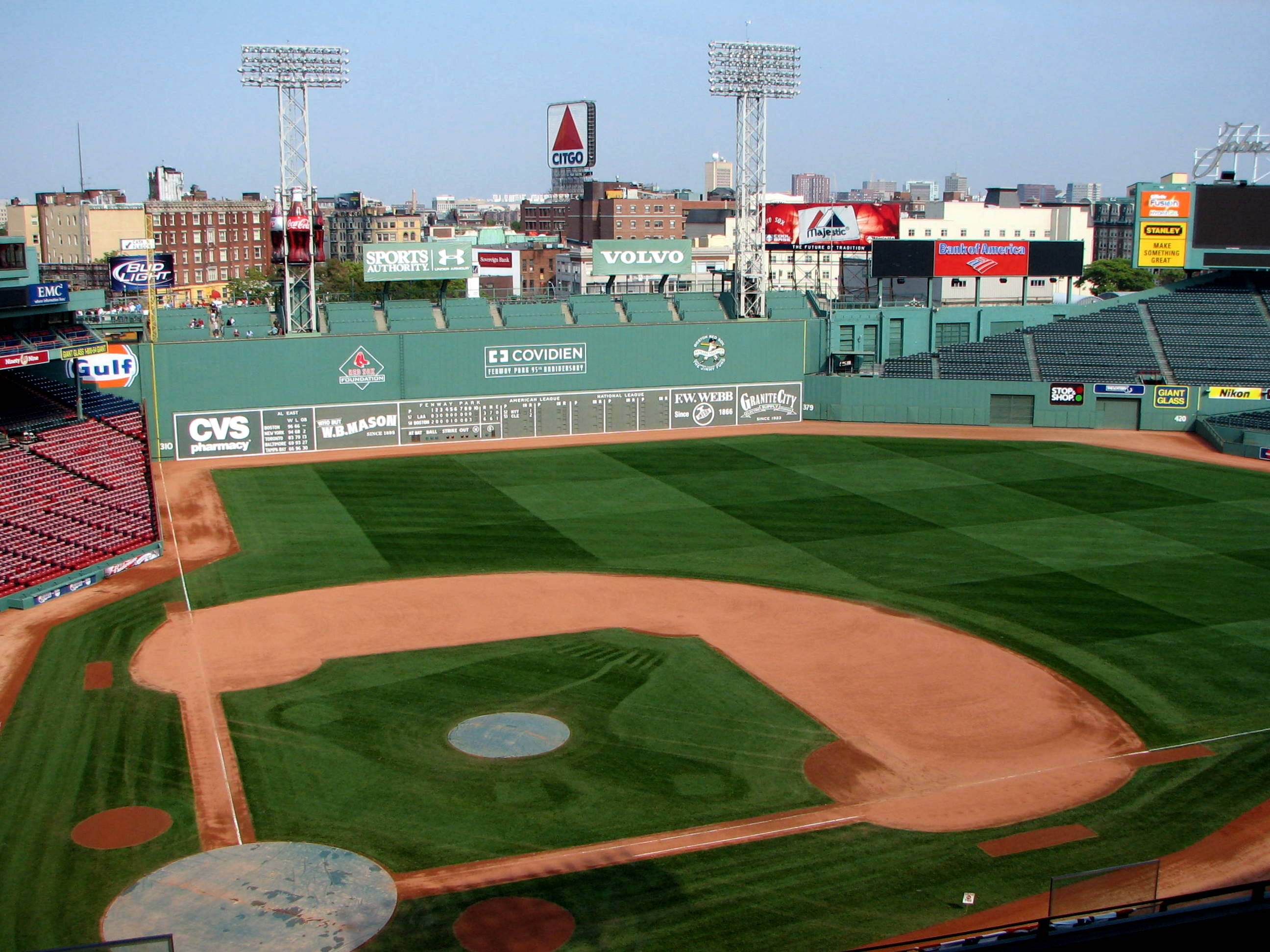
Stadion Boston Red Sox, Fenway Park

Door zijn goede seizoen bij Pawtucket werd Remmerswaal begin augustus 1979 opgeroepen om zijn debuut te maken in de Major League voor de wedstrijd op vrijdagavond 3 augustus. De general manager van de Pawtucket Red Sox, Lou Schwechheimer, ging met een medewerker naar Remmerswaals appartement om hem het goede nieuws mee te delen. Het was acht uur in de ochtend en men had een ticket voor hem gekocht voor de vlucht van 10 uur naar Milwaukee waar de Boston Red Sox zouden uitkomen tegen de Milwaukee Brewers. Ze klopten op zijn deur maar er kwam geen reactie. Dus werd besloten de vlucht om te boeken naar die van 12 uur en men bleef aankloppen zonder resultaat. Gelukkig kwam zijn huisgenoot, medespeler Julio Valdez, net aangereden en die kon met de sleutel het appartement openmaken. In Remmerswaals slaapkamer aangekomen, zag men twee zwarte sokken onder het laken op het bed uitsteken. Op de vraag "Ben jij dat Win?" kwam er vanonder het laken het antwoord "Ja ik ben het". Daarop werd hem gevraagd waarom hij niet reageerde op het urenlange bonzen op de deur. Het antwoord was typerend voor Remmerswaal: "Ach ik dacht al dat jullie het mogelijk zouden zijn en dat het best zou kunnen dat ik opgeroepen zou worden voor de Major League. Maar ik bedacht me ook dat als ze me echt wilden hebben, dat ze dan me heus wel wilden laten uitslapen en even wachten."
Hij vervoegde zich hierna totaal ontspannen bij het clubhuis en begon halverwege de vierde inning met ingooien in de bullpen. Na vijf innings verliet de startend werper Steve Renko de wedstrijd en werd er door de manager naar de bullpen gebeld om Remmerswaal. De coach riep "Get Win up" en kreeg tot zijn verbazing het bericht terug dat Remmerswaal er niet was omdat hij op de tribune achter het buitenveld een zakje pinda's aan het kopen was. Uiteindelijk wist men hem te vinden en kon hij de wedstrijd tegen de Milwaukee Brewers die op dat moment met 4-1 voorstonden gaan uitgooien. Hoewel hij slechts 1 punt toestond werd de wedstrijd verloren met 5-3. Twee dagen erna slaagde hij erin om zijn eerste wedstrijd te winnen. Toen hij na drie innings de startend werper Dick Drago moest vervangen stonden de Red Sox al met 8-0 voor. Remmerswaal pitchte de volgende drie innings en de wedstrijd werd gewonnen met 19-5. In het restant van het seizoen kwam hij nog in zes wedstrijden in actie maar eindigde met een hoog ERA van 7.08. De overgang van triple A naar de majors was een grote stap voor hem. Waardering voor zijn prestaties in den vreemde was er wel vanuit Nederland. Tijdens de Inside Baseball Tour in 1979, een honkbalreis georganiseerd voor honkballiefhebbers door het bondsblad Inside naar Amerika kreeg Remmerswaal uit handen van de toenmalig secretaris van de KNBSB, Theo Vleeschhouwer, de gouden eremedaille van de bond uitgereikt in Fenway Park.
Omdat hij last van zijn schouder was blijven houden besloot hij dat jaar in de winter niet terug te gaan naar Puerto Rico maar zijn schouder rust te gunnen. Hij bracht een bezoek aan Nederland en gaf daar in Rotterdam aan dertig jonge honkballers een clinic in de sporthal onder het stadion van De Kuip. Terug in Amerika in het voorjaar startte hij het seizoen van 1980 wederom bij Pawtucket in de triple A. In juni werd hij wederom teruggehaald bij de hoofdmacht en speelde daar in totaal 11 wedstrijden tot het begin van augustus. Zijn beste wedstrijd was die van donderdagavond 2 juli. Het was een uitwedstrijd in het stadion van de Baltimore Orioles. De startend werper, Chuck Rainey voelde zijn elleboog klappen na de tweede slagman en moest geblesseerd het veld verlaten. Remmerswaal werd opgeroepen en speelde zes innings waarin hij slechts twee honkslagen toestond, vijf slagmannen uitgooide, een punt gescoord moest toestaan en de winst binnenhaalde. Hij gooide gevarieerd en gefocust en dacht goed na over welke worp hij telkens moest toepassen en werkte goed samen met zijn catcher. De sportverslaggever van de Boston Globe, Peter Gammons, schreef de volgende dag in de krant dat hij ervan overtuigd was dat deze catcher, Carlton Fisk, er alles mee te maken had gehad. Hij gaf een aantal keren omdat hij de slagmannen goed kende de juiste aanwijzingen welke bal gegooid moest worden. Vaak twee precies dezelfde achter elkaar en dat zou een rookie pitcher uit zichzelf niet aandurven. Buitenvelder Reggie Jackson die een paar weken later als slagman van de New York Yankees tegenover Remmerswaal stond, complimenteerde hem in de New York Times door te zeggen dat hij vond dat Remmerswaal de beste arm van alle pitchers van de Red Sox had. Door zijn weer opspelende armblessure kwam hij in augustus weinig meer aan werpen toe en werd toen geconfronteerd met een serie van wedstrijden die door de regen afgeblazen moest worden.
Remmerswaal had een creatieve manier van doen in de bullpen. Zijn oud-collega, Bruce Hurst, die samen met hem in Triple A en de Majors speelde, weet nog goed dat Remmerswaal, als ze moesten wachten om mogelijk opgeroepen te worden als relievers, collegapitchers handtekeningen liet zetten op wedstrijdballen, die hij vervolgens met het publiek op de tribune ging ruilen tegen ijs, pinda's of pizza's. Tijdens een uitwedstrijd in de Major League tegen de Cleveland Indians viel hij door de mand toen een vrouwelijke toeschouwer de bullpen in kwam met een pizza. De televisiecamera's zonden het toevallig live uit en bij het management van de Red Sox werd men woedend toen ze het zagen gebeuren. Achteraf gezien zijn drie laatste wedstrijden op het hoogste niveau speelde Remmerswaal in september en oktober. Zijn allerlaatste wedstrijd was op 5 oktober en hij eindigde dat seizoen met een ERA van 4.58. Zijn totale ERA kwam hierdoor op 5.50 en hij speelde in totaal 55 innings op het hoogste niveau. Hij werd niet meer opgeroepen aan het eind van het seizoen toen de peesontsteking in zijn schoudergewricht van zijn werparm weer de kop op stak en hij op de blessurelijst kwam te staan.

### Nadagen in Amerika
Toen het seizoen van 1981 begon miste Remmerswaal het grootste deel van de Spring Training doordat hij visumproblemen had en noodgedwongen moest terugkeren naar Nederland om een nieuwe verblijfsvergunning aan te vragen. Hij keerde uiteindelijk terug naar Amerika en vertelde met de nodige ironie dat hij verbaasd was dat ze hem zelfs gemist hadden. De Boston Red Sox-organisatie besloot hem terug te zetten in het triple A team van de Pawtucket Red Sox maar daar kwam hij weinig aan spelen toe door zijn schouderblessure die bleef opspelen. Hij voelde zich alleen en verlaten en zijn drankproblemen verergerden en werden chronisch. Hij speelde nog wel mee in de meest memorabele wedstrijd uit het Amerikaanse profhonkbal, de langste officiële wedstrijd ooit gehouden. Samen met zijn kamergenoot Bruce Hurst was hij een van de pitchers die moesten werpen in de allerlangste wedstrijd die ooit gespeeld werd. Zijn club moest op 19 april uitkomen tegen de Rochester Red Wings, de triple A-dochter van de Baltimore Orioles. De wedstrijd begon in de middag maar het bleef onbeslist - na de negende inning was het 2-2 en moest er doorgespeeld worden. Het bleef echter 2-2 tot vier uur in de nacht toen men al gevorderd was tot de 32e inning en er eindelijk een official van de League gevonden kon worden die de wedstrijd kon schorsen. Alle spelers waren doodop en men was totaal door de rotatie van negen pitchers heen inmiddels. Uiteindelijk werd de wedstrijd op 23 juni uitgespeeld en scoorde Pawtucket in de 33e inning een punt en won met 3-2. Aan het eind van het seizoen was het duidelijk dat hij het niveau niet meer aankon - hij had slechts twee wedstrijden volledig gespeeld en verloren, was in twintig wedstrijden uitgekomen als reliefpitcher en zijn ERA was inmiddels opgelopen tot 5.93. Het was onvermijdelijk dat de Red Sox hem moesten laten gaan. Ed Kenney, de toenmalige business manager van de Pawtucket Red Sox, werd verzocht Remmerswaal te melden dat hij teruggezet zou worden van de triple A-divisie naar de Double AA-club Bristol Red Sox vanwege zijn armproblemen. Remmerswaal was echter weer eens zoek en hij kwam niet opdagen voor de afspraak. Toevallig liep Kenney een bar in en de barkeeper vertelde hem dat een van zijn spelers er al vier dagen zat. Kenney sprak Remmerswaal aan en zei hem zich de volgende middag op het kantoor te melden. Daar aangekomen gaf hij Remmerswaal de opdracht meteen met Boston te bellen. Telefonisch kreeg hij de mededeling dat hij ontslagen was. Volgens Kenney bleef Remmerswaal stoïcijns onder de mededeling, verliet zijn kantoor en keerde korte tijd daarna terug naar Nederland. Geconfronteerd met zijn drankproblemen waardoor men niet op hem kon rekenen was zijn krediet opgeraakt en was zijn loopbaan in Amerika voorbij.

### Karakter
Remmerswaal stond bekend als een apart type. In zijn tijd in Amerika kreeg hij de bijnaam Last Call, om twee redenen; ten eerste omdat hij vaak niet of pas op het laatste moment kwam opdagen voor een training of wedstrijd en ten tweede omdat hij vaak de laatste closing pitcher was die vanuit de bullpen werd gehaald om een wedstrijd in het slot te gooien. In de bullpen was hij een creatieve speler en een onderwerp van anekdotes: hij ruilde gesigneerde ballen met het publiek voor een pizza of pinda's en volgens zijn collega Bruce Hurst sprak hij maar liefst zeven talen. Hij was ook vermaard om zijn technische verhalen aan collega-pitchers, vaak gerelateerd aan zijn studie, zoals een uitgebreide uitleg over aerodynamica. Zijn gebrek aan discipline was legendarisch. Talloos waren de gelegenheden waarin hij zich door verslapen (soms veroorzaakt door een kater) de teambus of het vliegtuig miste naar een wedstrijd. Eenmaal - op zondag 21 september in 1980 - moest hij zich melden bij het stadion van de New York Yankees voor een wedstrijd. Hij nam een taxi maar kwam niet in het honkbalstadion terecht maar in het Shea Stadion waar het Americanfootballteam de New York Jets speelde. Pas in de kleedkamers van dat stadion kwam hij erachter dat hij in het verkeerde stadion was beland. Soms was Remmerswaal dagen zoek en men nam hem in de minors dan maar weer in genade aan omdat hij zo goed gooide. Ongetwijfeld waren er avonden genoeg dat hij doorzakte in een kroeg maar ook had hij gewoon soms geen zin in de training omdat hij dan liever een boeiende stad waar hij nog nooit geweest was, ging bekijken. Hij kon dan dagen dwalen door straten en parken. Om zijn soms langdurige katers te verbergen had hij een mooie frase bedacht als men hem naar zijn zin te vroeg uit de bullpen wilde halen voor een pitchbeurt. Hij vertelde dan aan de coach Joe Morgan dat hij niet eerder dan een bepaalde tijd wilde invallen "want de tijdzones in Holland waren totaal anders". Tijdens een wedstrijd in Quebec City tegen een dochterteam van de Montreal Expos had hij volgens zijn collega-pitcher John Tudor opeens bedacht dat hij vanuit een hoog opgetrokken en wegschoppend been ging gooien vanuit de werphouding. De wedstrijd ging bijzonder goed en dus besloot hij de volgende wedstrijd zijn been nóg hoger uit te schoppen. Dat leidde echter tot een desastreus verlies doordat geen worp meer lukte. Toen dat gebeurd was, pakte hij een viltstift en schreef "Win" op zijn linkerschoen en "Lose" op zijn rechterschoen en als hij de wedstrijd won hinkelde hij op zijn linkervoet het veld af en bij verlies op zijn rechter. Tudor maakte het ook mee dat hij, totaal verbrand door de zon, veel te laat in het stadion verscheen voor een training. Op de vraag van Tudor wat hij had uitgespookt was het antwoord dat hij de halve dag had rondgedreven in het naburige meertje op een binnenband, met binnen handbereik een krat bier drijvend op een andere zwemband. Na afloop van een wedstrijd in Kansas City gaf hij zijn honkbalkostuum mee aan de hotelstomerij, zich totaal niet realiserend dat hij dat pas de dag erop terug zou krijgen en het vliegtuig terug naar Boston al die avond zou vliegen.

## Terug naar Europa

### Italië

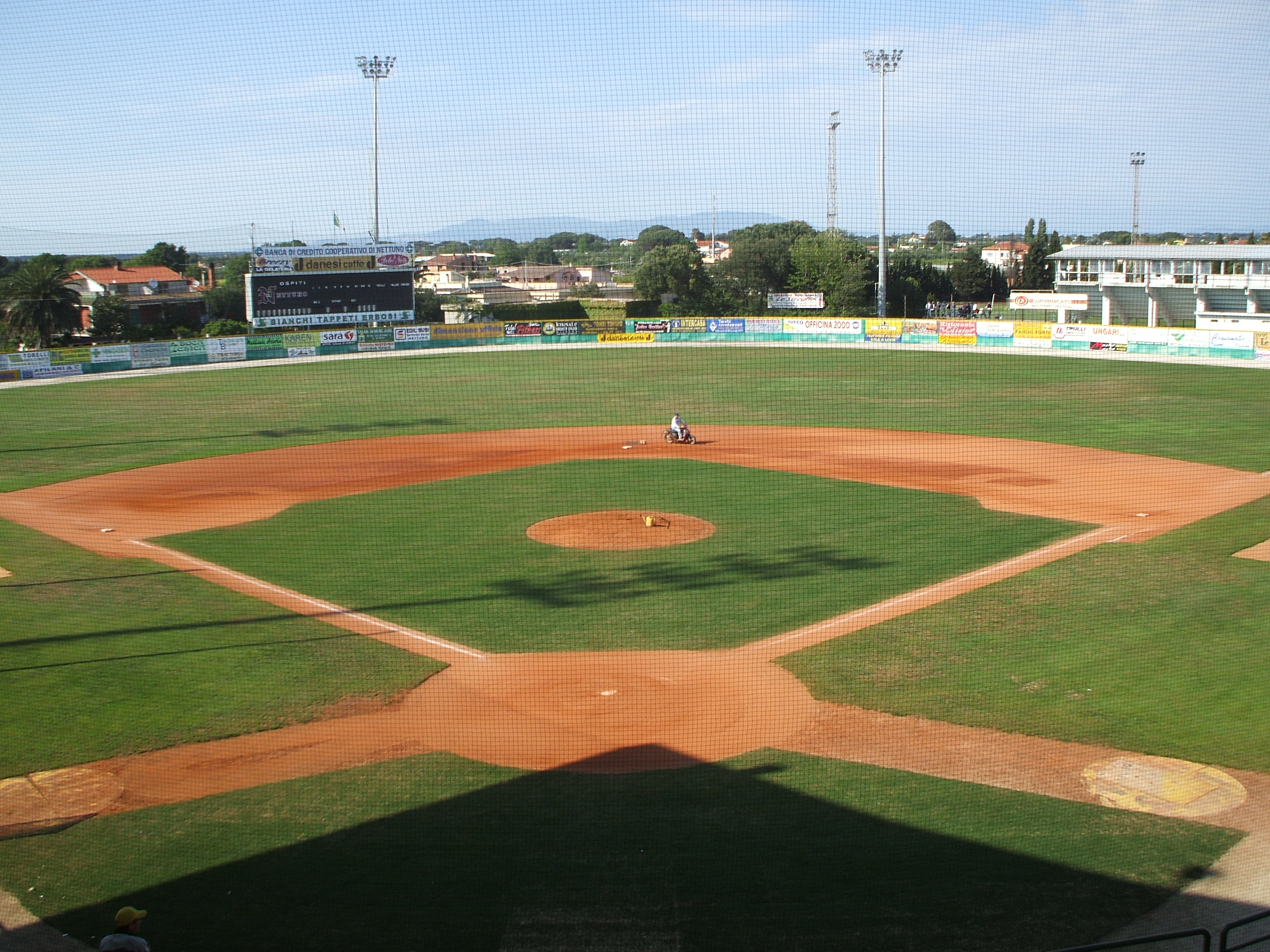
Stadion Nettuno, Italië

Aan het eind van 1981 keerde Remmerswaal terug naar Europa. Hij kreeg een contract bij de Italiaanse hoofdklassevereniging Parma waar hij een aantal jaren in de seizoenen 1983 tot en met 1985 met wisselend succes speelde als werper. Door zijn chronisch geworden elleboogblessure, een peesontsteking, was de snelheid van zijn fastball een stuk minder geworden en moest hij noodgedwongen vaker terugvallen op zijn slider, maar dit wisselen van worpen verergerde zijn blessure slechts. Ook kon men door zijn alcoholproblemen vaak niet op hem rekenen en werd hij in die periode een aantal malen ontslagen maar wist zich door zijn talent als werper toch een aantal keren weer terug te vechten. In Italië ontmoette hij zijn vrouw, Clotilde Zangarini, met wie hij een dochter Alessia Maria kreeg. Het huwelijk werd geplaagd door de alcoholverslaving van Remmerswaal. Zijn vrouw slaagde er niet in om hem hier blijvend mee te helpen. In een laatste poging om zijn leven weer op de rails te krijgen hield ze hem een seizoen lang in 1984 van de drank af en begeleidde hem naar alle wedstrijden in de hoop dat hernieuwd succes als honkballer hem weer op het goede spoor zou brengen. In 1984 behaalde hij mede daardoor inderdaad zijn grootste succes als pitcher in Italië door met Parma de landstitel en daaropvolgend de Europacup voor landskampioenen te winnen en in de finale maar 1 honkslag toe te staan. Daarna ging het evenwel weer bergafwaarts. Zijn huwelijk hield geen stand en uiteindelijk keerde hij terug naar Nederland nadat hij na zijn laatste ontslag bij Parma nog kort uitgekomen was voor Nettuno en San Marino in de hoofdklasse aldaar en kort gecoacht had bij Parma. Achteraf verklaarde Clotilde op bezoek in Nederland in 2005 aan haar schoonvader dat Remmerswaal het echt had geprobeerd in 1984 en dat hij een jaar lang nuchter was gebleven en dat dat hun gelukkigste huwelijksjaar was geweest maar dat meer er gewoon niet in zat en dat ze daar nu vrede mee had. Toentertijd lag de zaak anders en had ze de beslissing moeten nemen om te scheiden en een bezoekverbod aan te vragen bij de rechtbank, omdat ze niet wilde dat haar dochtertje geestelijke schade zou oplopen als gevolg van het drankgebruik en daardoor onvoorspelbare gedrag van haar vader.

### Nederland

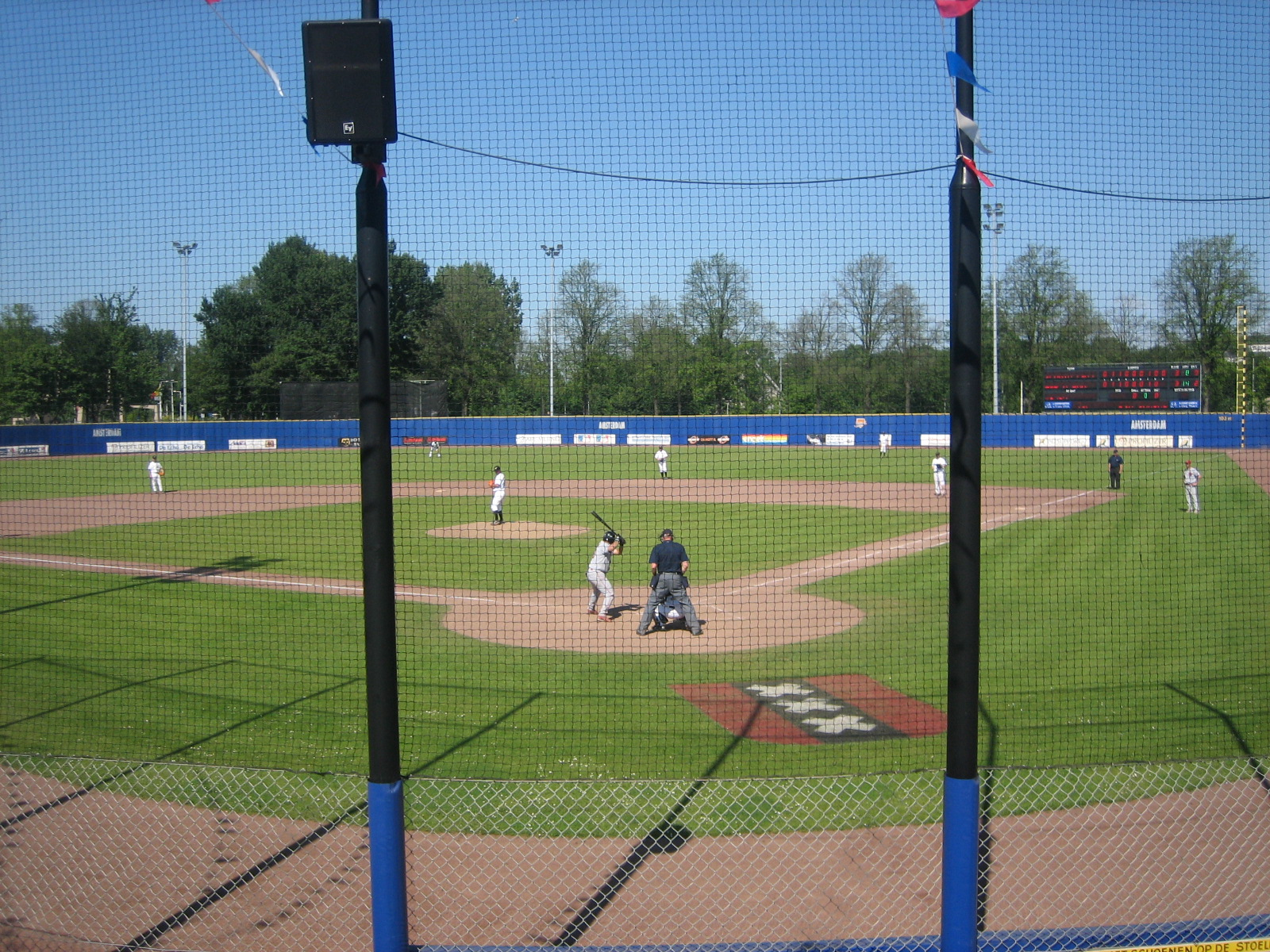
Stadion Amsterdam Pirates

Remmerswaal ging eenmaal teruggekeerd in Nederland eerst bij zijn ouders wonen en poogde zijn leven met hun hulp weer enigszins op de rails te krijgen. In 1989 werd hij aangenomen als hoofdcoach en manager van het hoofdklasseteam van de Amsterdam Pirates. Het zou geen goed seizoen voor hem worden. Zijn coachschap werd geen groot succes, door zijn onberekenbare gedrag, dat moest worden toegeschreven aan zijn alcoholprobleem. Het team behaalde dat jaar wel de playoffs maar verloor uiteindelijk van de Haarlem Nicols. Remmerswaal werd na het seizoen ontslagen.
Hierna maakte Remmerswaal ook in zijn persoonlijk leven een drievoudige familietragedie mee. In 1993 pleegde zijn broer Harry zelfmoord vanwege een verbroken relatie. Twee jaar later stierf zijn broer Hans aan kanker en in datzelfde jaar kwam zijn broer Jerry thuis bij zijn ouders, na een partijtje tennis, en zakte tegenover zijn broer Win zittend in elkaar. Win dacht dat eerst Jerry een grap met hem uithaalde maar deze bleek acuut overleden te zijn door een hartstilstand. Dit was een enorme klap voor zijn ouders die in korte tijd drie van hun vier zoons kwijtraakten. Win kwam, mede hierdoor, in een door alcohol benevelde depressie terecht. Hoewel hij welkom bleef bij zijn ouders, bracht hij vaak dagenlang zwervend en in kroegen en op straat rondhangend door. Hij had nog een tijdlang een relatie maar die hield geen stand door zijn alcoholverslaving. Journalist Leo Verheul en vriend Theo van Gogh probeerden hem nog van de drank af te krijgen en Verheul bezocht met hem de sporttherapeut Ted Troost maar dat had geen succes.
Van Gogh maakte in 1996 een filmdocumentaire over Remmerswaal en interviewde hem voorafgaand aan de opnamen ook een aantal keren zonder camera voor een uit te zenden aflevering van het sportprogramma Time Out. Hij portretteerde Remmerswaal aan het graf van diens broers en bevroeg hem daar over zijn honkballoopbaan en de tragedie van zijn familie. Omdat de zender, Sport 7 daarna failliet ging, werd de documentaire niet meer uitgezonden. De beelden zijn voor zover bekend niet meer beschikbaar door het faillissement van de omroep en het overlijden van de maker.
Troost adviseerde Verheul zelfs om zijn handen van Remmerswaal af te trekken want hij moest zelf erbovenop zien te komen en nu sleepte hij enkel zijn vrienden mee. Zijn levensstijl resulteerde uiteindelijk in een dubbele longontsteking met borstvliesontsteking waardoor hij op een leeftijd van 42 jaar in coma raakte. In december 1997 stapte Remmerswaal zonder verdere middelen op de trein naar Bologna in de hoop zijn dochter te mogen zien wat na wat omzwervingen uiteindelijk lukte. Hij was in slechte conditie, zowel lichamelijk als geestelijk, bij zijn ex-vrouw beland die hem liet opnemen in het ziekenhuis en toen hij weer op de been was per vliegtuig naar Nederland zette. Na een paar dagen in Nederland rondzwerven begaf hij zich doodziek naar het huis van zijn ex-vriendin, die hem bewusteloos op de bank aantrof. Hij ontwaakte drie weken later in het ziekenhuis in Den Haag met een permanente hersenbeschadiging waardoor zijn hersenen en zenuwstelsel blijvend beschadigd bleken te zijn zodat hij aangewezen raakte op een rolstoel, gevoed moest worden en uiteindelijk moest worden opgenomen in een verpleegtehuis.
Op 27 juli 2006 bezocht zijn oude vriend, collega-pitcher en destijds kamergenoot Bruce Hurst (die toen als pitchingcoach van het Chinese honkbalteam in Nederland was) Remmerswaal in het verpleeghuis. Dit geschiedde op uitnodiging van de organisatie van de Haarlemse Honkbalweek en het dagblad De Telegraaf dat daarover later publiceerde. Hurst had al eerder geprobeerd om contact op te nemen met Remmerswaal toen hij had gehoord van diens gezondheidsproblemen. Er was bovendien over geschreven in Diamond Rays, het halfjaarlijks magazine voor Red Sox-veteranen. Remmerswaal had een goede dag en kon veel herinneringen ophalen met zijn oud-collega.
In mei 2009 verscheen in het sporttijdschrift Achilles een aangrijpend persoonlijk verhaal van sportjournalist Leo Verheul waarin deze zijn vriendschap en contacten met Remmerswaal door de jaren heen vol mededogen en persoonlijke emotie beschrijft en in historische context plaatst. Het artikel werd dat jaar genomineerd voor de Hard Gras prijs voor het beste sportartikel van het jaar maar won onverwacht niet, hoewel het door velen beschouwd werd als het beste artikel. De jury gaf aan in haar rapport dat dit mede kwam doordat de auteur persoonlijk bevriend was met twee van de juryleden en ze elke schijn van partijdigheid wilden vermijden
Op 20 november 2010 was de televisiepremière van de twintig minuten durende documentaire An Almost Perfect Game van regisseur Jan Hermsen waarin een roerend portret geschetst wordt van de speler en er interviews zijn met journalist Theo Reitsma en oud-collega's uit de honkbalwereld in Nederland. Ook zijn er korte clips te zien van de major league-wedstrijd Boston Red Sox - New York Yankees waarin hij onder meer een prachtige breaking ball gooit en daar de inning mee beëindigt. Aangrijpend zijn de beelden van de huidige Remmerswaal zittend in zijn rolstoel met achter hem het prikbord met de honkbalkaartjes en teamfoto's. Reitsma vat zijn loopbaan samen door te concluderen dat Remmerswaal vanaf jong een groot talent was en heel hard gewerkt heeft om de top te bereiken en eenieders respect verdient en dat hem dat ook is gelukt.. De documentaire werd op 10 februari 2011 genomineerd voor een NL-Award, de jaarlijkse prijs voor de beste documentaire van een regionale omroep.
Remmerswaal leefde tot zijn overlijden in een verzorgingstehuis waar hij wekelijks werd bezocht door zijn vader tot diens overlijden in 2013 en tweemaal per jaar door zijn dochter die daarvoor overkwam uit het buitenland.
Op 15 januari 2012 eerde de honkbalvereniging de Storks uit Den Haag zijn voormalige werper door zijn rugnummer uit de roulatie te nemen. Vreemd genoeg werd er niet gekozen voor het rugnummer waarmee hij destijds bij die vereniging speelde maar voor het nummer waarmee hij voor de Boston Red Sox was uitgekomen. Voormalig bondscoach Robert Eenhoorn onthulde de plaquette die aangeeft dat dit nummer nimmer meer door een honkballer van de Storks gedragen zal worden. Zelf woonde Remmerswaal in verband met zijn slechte gezondheid de ceremonie niet bij.
Op 24 juli 2022 overleed Remmerswaal op 68-jarige leeftijd.

## Spelersstatistieken

### Nationaal team
| Jaar | wedstrijden | toernooi                  | plaats  | resultaat         |
| ---- | ----------- | ------------------------- | ------- | ----------------- |
| 1972 | 2           | Haarlemse Honkbalweek     | Haarlem | Tweede plaats     |
| 1973 | 3           | Europese Kampioenschappen | Haarlem | Europees kampioen |
| 1974 | 1           | Haarlemse Honkbalweek     | Haarlem | Vierde plaats     |

### Clubcompetities
| Jaar      | wedstrijden | club                 | plaats       | competitie           | niveau      | ERA  | resultaat                   |
| --------- | ----------- | -------------------- | ------------ | -------------------- | ----------- | ---- | --------------------------- |
| 1971–1974 |             | Storks               | Den Haag     | Nederland            | hoofdklasse |      | landstitel                  |
| 1975      | 21          | Winter Haven Red Sox | Winter Haven | Florida State League | A           | 2.69 |                             |
| 1976      | 22          | Bristol Red Sox      | Bristol      | Eastern League       | AA          | 1.89 |                             |
| 1976      | 22          | Winter Haven Red Sox | Winter Haven | Florida State League | A           | 1.74 |                             |
| 1977      | 23          | Bristol Red Sox      | Bristol      | Eastern League       | AA          | 3.47 |                             |
| 1977      | 23          | Pawtucket Red Sox    | Pawtucket    | International League | AAA         | 4.50 |                             |
| 1978      | 24          | Pawtucket Red Sox    | Pawtucket    | International League | AAA         | 4.47 |                             |
| 1978–1979 |             | Leones de Ponce      | Ponce        | Puerto Rico          | hoofdklasse |      | landstitel                  |
| 1979      | 25          | Boston Red Sox       | Boston       | American League      | MLB         | 7.08 |                             |
| 1979      | 25          | Pawtucket Red Sox    | Pawtucket    | International League | AAA         | 2.05 |                             |
| 1980      | 26          | Boston Red Sox       | Boston       | American League      | MLB         | 4.58 |                             |
| 1980      | 26          | Pawtucket Red Sox    | Pawtucket    | International League | AAA         | 4.69 |                             |
| 1981      | 27          | Pawtucket Red Sox    | Pawtucket    | International League | AAA         | 5.93 |                             |
| 1982–1985 |             | Parma                | Parma        | Italië               | hoofdklasse |      | landstitel Europacup (1984) |
| 1986      |             | Nettuno              | Nettuno      | Italië               | hoofdklasse |      |                             |
| 1987      |             | San Marino           | San Marino   | Italië               | hoofdklasse |      |                             |